# Susanne Bickel
Pour les articles homonymes, voir Bickell.
Susanne Bickel, née en 1960 à Rome, est une égyptologue suisse.

## Biographie

### Enfance et formation
Susanne Bickel étudie l'égyptologie et le copte à Genève, puis travaille au Caire, à l'Institut français d'archéologie orientale ainsi qu'à l'Institut suisse de l'Antiquité égyptienne.

### Carrière
Elle a travaillé comme archéologue sur plusieurs sites en Moyenne et Haute-Égypte.
Elle est depuis 2000 chargée de cours à l'université de Fribourg et depuis 2006, professeur d'égyptologie à l'Université de Bâle.
Les recherches de Susanne Bickel portent sur la religion et l'archéologie égyptienne, en particulier la documentation des temples égyptiens.
Elle est actuellement professeure d'égyptologie à l'Université de Bâle.

## Publications
- avec Silvia Schroer, Christoph Uehlinger, René Schurte, Bilder als Quellen, Images as Sources. Studies on ancient Near Eastern artefacts and the Bible inspired by the work of Othmar Keel, Freiburg (Schweiz) / Göttingen, 2007, « Der leere Thron Echnatons. Zur Ikonographie der Amarnazeit », p. 189-213 ;
- « Amenhotep III à Karnak. L’étude des blocs épars », Bulletin de la Société française d’égyptologie, no 167,‎ 2006, p. 12-32 ;
- Die Verknüpfung von Weltbild und Staatsbild. Aspekte von Politik und Religion in Ägypten, in: Reinhard G. Kratz, Hermann Spieckermann (Hg.), Götterbilder – Gottesbilder – Weltbilder, Forschungen zum Alten Testament, Göttingen 2006, p. 79-99 ;
- Individuum und Rollen: Frauen in den thebanischen Gräbern des Neuen Reiches, in: Sylvia Schroer (Hg.), Images and Gender (Orbis biblicus et orientalis [OBO] 220), Freiburg (Schweiz)/Göttingen, 2006, p. 83-105 ;
- Creative and Destructive Waters, in: Alessia Amenta et al. (Hg.), L'acqua nell'Antico Egitto, Roma 2005, p. 191-200 ;
- Myth and Sacred Narratives. Egypt, in: Sarah Iles Johnston (Hg.), Religions of the Ancient World, Harvard 2004, p. 578-580 ;
- D'un monde à l'autre: le thème du passeur et de sa barque dans la pensée funéraire, in: S. Bickel, B. Mathieu (Hg.), D'un monde à l'autre. Textes des Pyramides et Textes des Sarcophages (Bibliothèque d'Étude [BdÉ] 139), Le Caire 2004, p. 91-117 ;
- Susanne Bickel/Bernard Mathieu (Hg.), D'un monde à l'autre. Textes des Pyramides et Textes des Sarcophages, (Bibliothèque d'Étude [BdÉ] 139), Le Caire 2004 ;
- Theologie, Politik und Glauben in der 18. Dynastie, in: André Wiese/Andreas Brodbeck (Hg.), Tutanchamun. Das Goldene Jenseits, Basel 2004, p. 45-5 ;
- «Ich spreche ständig zu Aton»: zur Mensch-Gott-Beziehung in der Amarna Religion», in: Journal of Ancient Near Eastern Religions [JNES] 3, Leiden 2003, p. 23-4 ;
- Temps liminaires, temps meilleurs ? Qualifications de l’origine et de la fin du temps en Égypte ancienne, in: Vinciane Pirenne-Delforge/Öhnan Tunca, (Hg.) Représentations du temps dans les religions. Actes du colloque organisé par le Centre d’histoire des religions de l’Université de Liège, Liège 2003, p. 43-53 ;
- Le voyage en Égypte pharaonique, in: Voyages en Égypte de l’Antiquité au début du XXe siècle, Musée d’Art et d’histoire, Genève 2003, p. 19-22 ;
- Susanne Bickel/Antonio Loprieno (Hg.), Basel Egyptology Prize 1, (Aegyptiaca Helvetica [AH] 17), Basel 2003 ;
- Aspects et fonctions de la déification d'Amenhotep III, in: Bulletin de l'Institut français d'archéologie orientale [BIFAO] 102, 2002, p. 63-90 ;
- Entre angoisse et espoir: le Livre des Morts, in: Sortir au jour. Art égyptien de la fondation Martin Bodmer (Cahiers de la Société d'Égyptologie. Genève [CSÉG] 7), Genève 2001, p. 117-134 ;
- Ahmed Galal Abdel Fatah/Susanne Bickel, Trois cercueils de Sedment, in: Bulletin de l'Institut français d'archéologie orientale [BIFAO] 100, 2000, p. 1-36 ;
- Susanne Bickel/Pierre Tallet, Quelques monuments privés héliopolitains de la Troisième Période intermédiaire, in: Bulletin de l'Institut français d'archéologie orientale [BIFAO] 100, 2000, p. 129-144 ;
- Susanne Bickel/Jean-Luc Chappaz, À la recherche d'une image d'Hatchepsout, in: Égypte. Afrique & Orient, Bd.17, 2000, p. 23-32 ;
- Le désert dans la mentalité et la vie des anciens Égyptiens, in: Le monde de la Bible, Bd.116, Jan./Févr. 1999, p. 19-25 ;
- Die Dekoration des Tempelhaustores unter Alexander IV. und der Südwand unter Augustus, in: Hanna Jenni, Die Dekoration des Chnumtempels auf Elephantine durch Nektanebos II. (AV 90/Elephantine XVII), Mainz 1998, p. 115-159 ;
- Commerçants et bateliers au Nouvel Empire. Mode de vie et statut d'un groupe social, in: Nicolas Grimal/Bernadette Menu (Hg.), Le commerce en Égypte ancienne (Bibliothèque d'Étude [BdÉ] 121), Le Caire 1998, p. 157-172 ;
- Die Jenseitsfahrt des Re nach Zeugen der Sargtexte, in: Andreas Brodbeck (Hg.), Ein ägyptisches Glasperlenspiel. Ägyptologische Beiträge für Erik Hornung aus seinem Schülerkreis, in: Berlin 1998, p. 41-56 ;
- Susanne Bickel et al., Des annales héliopolitaines de la Troisième Période intermédiaire, in: Bulletin de l'Institut français d'archéologie orientale [BIFAO] 98, 1998, p. 31-5 ;
- Changes in the Image of the Creator God During the Middle and New Kingdom, in: Proceedings of the Seventh International Congress of Egyptologists (Orientalia Lovanensia Analecta [OLA] 82), Leuven 1998, p. 167-172 ;
- Héliopolis et le tribunal des dieux, in: Catherine Berger/Bernard Mathieu (Hg.), Études sur l'Ancien Empire et la nécropole de Saqqâra dédiées à Jean-Philippe Lauer (Orientalia Monspeliensia, Bd. 9), Montpellier/Le Caire 1997, p. 113-122 ;
- Tore und andere wiederverwendete Bauteile Amenophis' III. (Beiträge zur Ägyptischen Bauforschung und Altertumskunde, Bd.16/Untersuchungen im Totentempel des Merenptah in Theben, Bd. 3), Stuttgart 1997 ;
- Susanne Bickel/Pierre Tallet, La nécropole saïte d'Héliopolis. Étude préliminaire, in: Bulletin de l'Institut français d'archéologie orientale [BIFAO] 97, 1997, p. 67-90 ;
- Susanne Bickel/Pierre Tallet, La statue de Meket, un fonctionnaire modèle, in: Bulletin de l'Institut français d'archéologie orientale [BIFAO] 96,1996, p. 73-9 ;
- L'Égyptologue Ludwig Borchardt, in: Égypte. Afrique & Orient 4, 1996, p. 8-11 ;
- La statue d'un roi Psammétique reconstituée, in: Bulletin de l'Institut français d'archéologie orientale [BIFAO] 95, 1995, p. 93-102 ;
- La cosmogonie égyptienne avant le Nouvel Empire (Orbis Biblicus et Orientalis [OBO] 134), Freiburg (Schweiz)/Göttingen 1994 ;
- Un hymne à la vie. Essai d'analyse du Chapitre 80 des Textes des Sarcophages, in: Hommages à Jean Leclant (Bibliothèque d'Étude [BdÉ] 106), Le Caire 1994, Bd. 1, p. 81-97 ;
- Horst Jaritz/Susanne Bickel, Une porte monumentale d'Amenhotep III, second rapport préliminaire sur les blocs réemployés dans le temple de Mérenptah à Gournah, in: Bulletin de l'Institut français d'archéologie orientale [BIFAO] 94, Le Caire 1994, p. 277-28 ;
- Susanne Bickel/Jean-Luc Chappaz, Un fragment attribué à un autel du Gm-p3-'Itn, in: Cahiers de Karnak IX, Paris 1993, p. 121-131 ;
- Susanne Bickel/Jean-Luc Chappaz, Le spéos Artémidos, in: Les Dossiers d'Archéologie 187, novembre 1993, p. 94-101 ;
- Susanne Bickel/Bernard Mathieu, L'écrivain Amennakht et son Enseignement (mit B. Mathieu), in: Bulletin de l'Institut français d'archéologie orientale [BIFAO] 93, 1993, p. 31-5 ;
- "Speos Artemidos" und "Karnak", in: Schweizer Lexikon 91, Luzern 1992 ;
- "Speos", in: The Dictionary of Art, London 1992 ;
- Blocs d'Amenhotep III réemployés dans le temple de Mérenptah à Gournah : une porte monumentale, in: Bulletin de l'Institut français d'archéologie orientale [BIFAO] 92, 1992, p. 1-13 ;
- L'iconographie du dieu Khnoum, in: Bulletin de l'Institut français d'archéologie orientale [BIFAO] 91, 1991, p. 55-67 ;
- Die koptischen Graffiti im Grab Ramses' IV., in: Erik Hornung, Zwei ramessidische Königsgräber: Ramses IV. und Ramses VII. (Theben, Bd.11), Mainz 1990, p. 134-137 ;
- Les domaines funéraires de Thoutmès IV, in: Bulletin de la Société d'Égyptologie, Genève [BSÉG] 13, 1989, p. 23-32 ;
- The Speos Artemidos: its Chronology and Functions, in: Abstracts of Papers, Fifth International Congress of Egyptologists, Le Caire 1988, p. 22 ;
- Susanne Bickel/Jean-Luc Chappaz, Missions épigraphiques du Fonds de l'Égyptologie de Genève au Speos Artemidos, in: Bulletin de la Société d'Égyptologie. Genève [BSÉG] 12, 1988, p. 9-24 ;
- Furcht und Schrecken in den Sargtexten, in: Studien zur Altägyptischen Kultur, Bd.15, 1988, p. 17-25 ;